# ピタゴラス素数

ピタゴラス素数である 5 およびその平方根は共に、直角を挟む2辺の長さが整数である直角三角形の斜辺の長さになる。

ピタゴラス素数（ピタゴラスそすう、英: Pythagorean prime）とは、4n + 1 の形をした素数である。ピタゴラス素数は、二個の平方数の和で表される奇数の素数に他ならないことが知られている。
ピタゴラスの定理より、p がピタゴラス素数であるとは、直角を挟む2辺の長さが整数である直角三角形の斜辺の長さとして √p が現れるということである。√p のみならず、p 自身もそのような性質を持つ。例えば、ピタゴラス素数 5 に対し、√5 は直角を挟む2辺の長さが 1, 2 の直角三角形の斜辺の長さであるし、5 自身は直角を挟む2辺の長さが 3, 4 の直角三角形の斜辺の長さである。

## 値および分布
ピタゴラス素数は、小さい順に
5, 13, 17, 29, 37, 41, 53, 61, 73, 89, 97, 101, 109, 113, …（オンライン整数列大辞典の数列 A2144）
である。ディリクレの算術級数定理により、この数列は無限数列である。さらには、ピタゴラス素数と非ピタゴラス素数はほぼ均等に分布することが従う。しかし、具体的に正整数 N を取ると、しばしば N 以下のピタゴラス素数は非ピタゴラス素数よりも少ない。この現象はチェビシェフの偏りとして知られる。
例えば、600,000 までの整数 N に対し、N 以下のピタゴラス素数が（奇数の）非ピタゴラス素数よりも多いような N は、26861, 26862 の2個しか存在せず、その次は 616,841 になる。

## 二個の平方数の和で表すこと
二個の平方数の和である奇数は 4n + 1 の形をしているが、21 のように 4n + 1 の形をしていても二個の平方数の和に表せないものもある。フェルマーの示したところによると、2 および 4n + 1 の形をした素数は二個の平方数の和で表され、かつ二個の平方数の和で表される素数はそのようなものに限る。そして、二個の平方数の和で表す方法は、和の順序の入れ替えを区別しなければただ一通りである。
ピタゴラスの定理によれば、二個の平方数の和で表した表現は、図形の話に翻訳される。すなわち、p がピタゴラス素数であって p = x2 + y2 であるならば、(x, y, √p) は直角三角形の3辺の長さになる。よって、奇素数 p がピタゴラス素数であるとは、直角を挟む2辺の長さが整数である直角三角形の斜辺の長さとして √p が現れることに他ならない。また、奇素数 p がピタゴラス素数であるとは、直角を挟む2辺の長さが整数である直角三角形の斜辺の長さとして p 自身が現れること、といっても差し支えない。なぜならば、p = x2 + y2 であるとき、
{\displaystyle p^{2}=(x^{2}-y^{2})^{2}+(2xy)^{2}}
が成り立つからである。
上記の式を理解するひとつの方法は、ガウス整数、すなわち実部と虚部が共に整数である複素数を利用することである。ガウス整数 x + yi のノルムは x2 + y2 であるから、ピタゴラス素数（および 2）はガウス整数のノルムとして表せ、その他の素数はそのようには表せない。ピタゴラス素数は、ガウス整数の世界ではもはや素数ではなく、
{\displaystyle p=(x+yi)(x-yi)}
と分解される。このとき、
{\displaystyle p^{2}=(x+yi)^{2}(x-yi)^{2}=(x^{2}-y^{2}+2xyi)(x^{2}-y^{2}-2xyi)=(x^{2}-y^{2})^{2}+(2xy)^{2}}
であるから、(|x2 - y2|, 2xy, p) が直角三角形の3辺の長さとなる。

## 平方剰余
平方剰余の相互法則の主張は次のようなものである。異なる奇素数 p, q に対し、少なくとも一方がピタゴラス素数であれば、p が q を法とする平方剰余であることと、q が p を法とする平方剰余であることは同値である。また、両方とも非ピタゴラス素数であれば、p が q を法とする平方剰余であることと、q が p を法とする平方非剰余であることは同値である。
ピタゴラス素数 p に対する有限体 Z/p において、方程式 x2 = -1 は2つの根を持つ。すなわち、p がピタゴラス素数のとき、p を法として -1 は平方剰余である。逆に、p がピタゴラス素数でないとき、p を法として -1 は平方非剰余である（第一補充法則）。

13個の頂点を持つペーリーグラフ

個々のピタゴラス素数 p に対し、p 個の頂点を持つペーリーグラフ が考えられる。各頂点は Z/p の元を表し、2つの頂点が辺で結ばれているのは、それらの差が Z/p において平方であることを意味する。p がピタゴラス素数であることから Z/p において -1 が平方なので、差を取る順序を入れ替えても平方剰余であるかどうかは変わらず、ペーリーグラフがうまく定義される。

## 無数に存在することの証明
ピタゴラス素数と非ピタゴラス素数がともに無数に存在することは、算術級数定理に頼らずとも、通常の素数が無数に存在することのユークリッドの証明を少し工夫することによって、初等的に証明することができる。ただし、ピタゴラス素数の方は、第一補充法則を必要とする。

### 非ピタゴラス素数
4n + 3 の形の素数が有限個しか存在しないと仮定し、p1, …, pk がその全てとする。
{\displaystyle N=4(p_{1}\cdots p_{k})+3}
とおくと、N は 4n + 3 の形の数なので、4n + 3 の形の素因子を少なくとも1つ持つ。なぜならば、4n + 1 の形の素因子しか持たなければ、4n + 1 の形の数になるからである。さて、N を p1, …, pk で割った余りは 3 なので、N はこれらを素因子には持たない。よって、N の 4n + 3 の形の素因子は、リストにはない新しい素数である。これは矛盾であり、したがって 4n + 3 の形の素数は無数に存在する。

### ピタゴラス素数
ピタゴラス素数が有限個しか存在しないと仮定し、p1, …, pk がその全てとする。
{\displaystyle N=4(p_{1}\cdots p_{k})^{2}+1}
とおくと、N の素因子は全てピタゴラス素数である。なぜならば、素数 q が N を割ると、平方数 4(p1 … pk)2 が q を法として -1 と合同になって、第一補充法則に反するからである。さて、N を p1, …, pk で割った余りは 1 なので、N はこれらを素因子には持たない。よって、N を割るピタゴラス素数は、リストにはない新しいピタゴラス素数である。これは矛盾であり、したがってピタゴラス素数は無数に存在する。